# Reserva marina de Moana Uta (Wet Jacket Arm)
La reserva marina de Moana Uta (Wet Jacket Arm) es una reserva marina que abarca toda la longitud del Wet Jacket Arm en Fiordland, en la isla Sur de Nueva Zelanda, con una superficie de 2.007 hectáreas. Se creó en 2005 y está administrada por el Departamento de Conservación.

## Geografía y ecología
La reserva marina abarca el estrecho entre la isla de la Entrada y la cabecera del estrecho.
En los fiordos, las fuertes lluvias que caen de las montañas circundantes crean una capa permanente de agua dulce hasta unos 5 centímetros a 10 metros por debajo de la superficie. Una capa de agua de mar tranquila, clara y cálida proporciona un hábitat para una serie de esponjas, corales y peces hasta unos 40 metros por debajo de la superficie. Una última capa de agua de mar, demasiado oscurecida por los taninos de la escorrentía de la vegetación para albergar la mayor parte de la vida marina, se extiende hasta profundidades de hasta 400 metros.
Los fiordos son también el hábitat de corales negros y estrellas frágiles que viven en sus ramas. También hay braquiópodos, aihe (delfines mulares), kekono (focas de piel de Nueva Zelanda), tawaki (pingüinos de cresta de Fiordland) y kororā (pingüinos azules pequeños).
El Wet Jacket Arm tiene una extensa pared de roca, un arrecife rocoso fracturado, una cuenca profunda y estuarios. Algunos arrecifes rocosos bajo la zona de marea tienen densos lechos de algas y algunos kina. Las paredes rocosas cerca de la isla de Oke tienen más flujo de marea, lo que favorece a las conchas de lámpara (braquiópodos).
La cuenca principal y profunda tiene paredes rocosas escarpadas y no está expuesta al oleaje del océano abierto, con una capa de agua dulce de moderada a fina, y una gran cantidad de sombra de las montañas cercanas, lo que proporciona un hábitat para la mayor densidad de coral negro en Fiordland.

## Historia
La tripulación del HMS Resolution descubrió la zona para Europa en 1773. El capitán James Cook bautizó la ensenada con el nombre de Wet Jacket Arm (brazo de la chaqueta mojada) por una noche en la que algunos miembros de la tripulación remaron a lo largo de la ensenada con buen tiempo, pero el tiempo cambió. El grupo pasó la noche con la ropa mojada, sin poder encender un fuego para secarse o cocinar la comida, y alejado por una tormenta.
Los alces capturados por el Gobierno canadiense en Canadá se introdujeron en Fiordland en 1910 y fueron fotografiados varias veces entre 1923 y 1952. Una fotografía, supuestamente tomada en Wet Jacket Arm en 1953, resultó más tarde ser de un lugar diferente. Los viajes de "caza de alces" continuaron en el siglo XX.
La reserva formaba parte de una estrategia de conservación que los Guardianes Marinos de Fiordland lanzaron en 2002 y presentaron a la aMinistra de Medio Ambiente, Marian Hobbs, y al Ministro de Pesca, Pete Hodgson, en 2003. Se estableció oficialmente el 21 de abril de 2005.
El Ministerio de Industrias Primarias, los Guardianes Marinos de Fiordland y otros organismos participan en la protección de la reserva marina y en la detención de la propagación de algas invasoras.
La Fuerza Aérea de Nueva Zelanda realizó patrullas de vigilancia aérea para detectar la pesca comercial ilegal en 2021.

## Investigación y comercio
Se fomentan las actividades educativas y científicas, pero no deben perturbar o poner en peligro las plantas, los animales o los elementos naturales. La investigación científica requiere un permiso del Departamento de Conservación.

## Actividades recreativas
La reserva es accesible desde Te Anau por la carretera de Milford. El anclaje de embarcaciones está prohibido en muchas zonas para proteger las especies especialmente frágiles que pueden resultar dañadas por las anclas o las cadenas oscilantes. Está permitido el despegue y aterrizaje de aviones.
La vida marina protegida se puede contemplar buceando o haciendo snorkel, ya sea de forma independiente o con un servicio de turismo o de alquiler de barcos. Para proteger los frágiles entornos, los buceadores deben seguir los códigos de seguridad y cuidado.
Está prohibido pescar y coger, matar o trasladar vida y materiales marinos. Sin embargo, los miembros de Ngāi Tahu pueden extraer pounamu siempre que cuenten con la debida autorización, recojan sólo a mano, mantengan las molestias en el lugar al mínimo y sólo lleven la cantidad que puedan en un solo viaje. También pueden recoger mamíferos marinos fallecidos y recoger dientes y huesos.